# Смешанная сборная Индии по кёрлингу
Смешанная сборная Индии по кёрлингу — смешанная национальная сборная команда (составленная из двух мужчин и двух женщин), представляет Индию на международных соревнованиях по кёрлингу. Управляющей организацией выступает Федерация кёрлинга Индии (англ. Curling Federation of India).
Впервые выступила на чемпионате мира 2022.

## Результаты выступлений

### Чемпионаты мира
| Год       | М              | И              | В              | П              | Состав (четвёртый/скип, третий, второй, первый, запасной, тренер)            |
| --------- | -------------- | -------------- | -------------- | -------------- | ---------------------------------------------------------------------------- |
| 2015—2019 | не участвовали | не участвовали | не участвовали | не участвовали | не участвовали                                                               |
| 2022      | 24             | 8              | 3              | 5              | P. N. Raju (скип), Richa Patel, Vinay Goenka, Tejasree Govula                |
| 2023      | 24             | 7              | 2              | 5              | P. N. Raju (скип), Namini Chaudhari, Girithar Anthay Suthakaran, Richa Patel |
| 2024      | 27             | 7              | 2              | 5              | P. N. Raju (скип), Namini Chaudhari, Girithar Anthay Suthakaran, Richa Patel |

(источник: )